# 関口孝明
関口 孝明（せきぐち たかあき、1987年11月11日 - ）は、日本の作曲家、編曲家。
声楽家、秋元雅一朗の孫。
学校法人イーエスピー学園　専門学校　音楽アーティスト科　サウンドクリエーターコース　講師

## 来歴
尚美学園大学作曲コース実技首席で卒業。同大学院芸術情報研究音楽表現専攻を学費全額免除の特待奨学生として修了。
作曲法を坂田晃一、高橋伸哉、川島素晴、音楽理論を安彦善博、山下恵らに師事。
2015年　YOSHIKIプロデュースのファッションショーにおけるYOSHIKI本人のピアノ演奏のバックのストリングスアレンジを担当。
その後もディナーショーなどでストリングスアレンジをした。
フジテレビ「ものまね王座決定戦」シリーズのアレンジャーの一人として参加。日本テレビ「24時間テレビ」ミュージックサポーターとして参加。
演奏者のための音源、並びに劇中のBGMの１部を作成。Sony Music Japan InternationalよりCDをリリースしている歌手「HIMEKA」の北欧におけるオーケストラとのジョイントコンサートの楽曲全曲の編曲を担当。
東京吹奏楽団、東京ニューシティ管弦楽団の演奏会の楽曲を編曲。
歌手「中村繪里子」の「花」のストリングスアレンジを担当。アニメ「ワルキューレロマンチェ」のサウンドトラックの編曲を担当。第1回コーエーテクモゲームス主催　ミュージッククリエーターコンテストにおいて優秀者として入選。
Netflixドラマ「First Love 初恋」のプレミアショーで、楽曲をオーケストラに編曲。

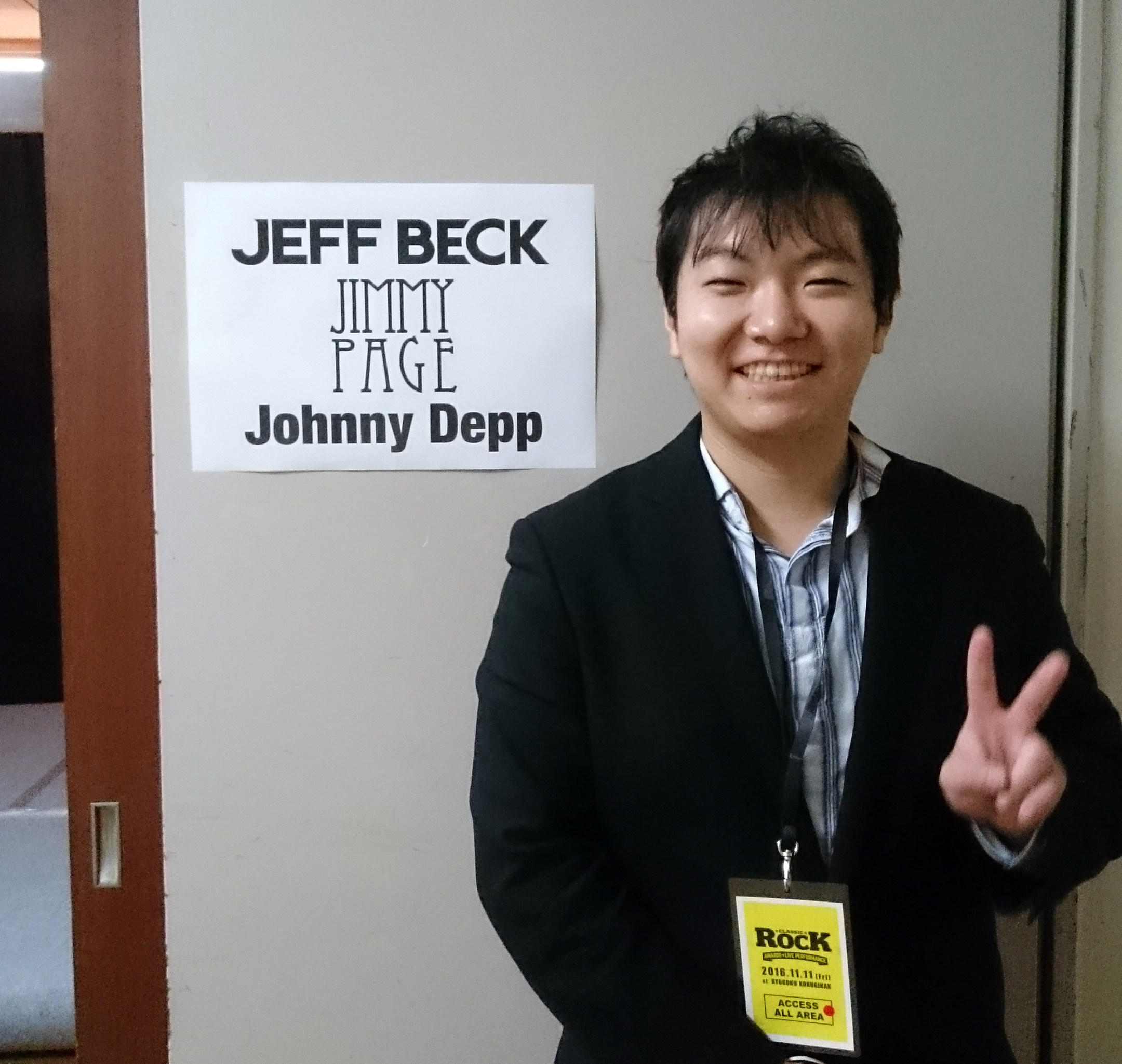
ライブ会場にて　関口孝明

当初、マーラーやジョン・ウィリアムズに憧れて壮大なスケールの作曲をしていたが、坂田晃一に師事した事の影響でノスタルジックな作品も書くようになった。
ティーダ出版社より、多数の作品が出版されている。

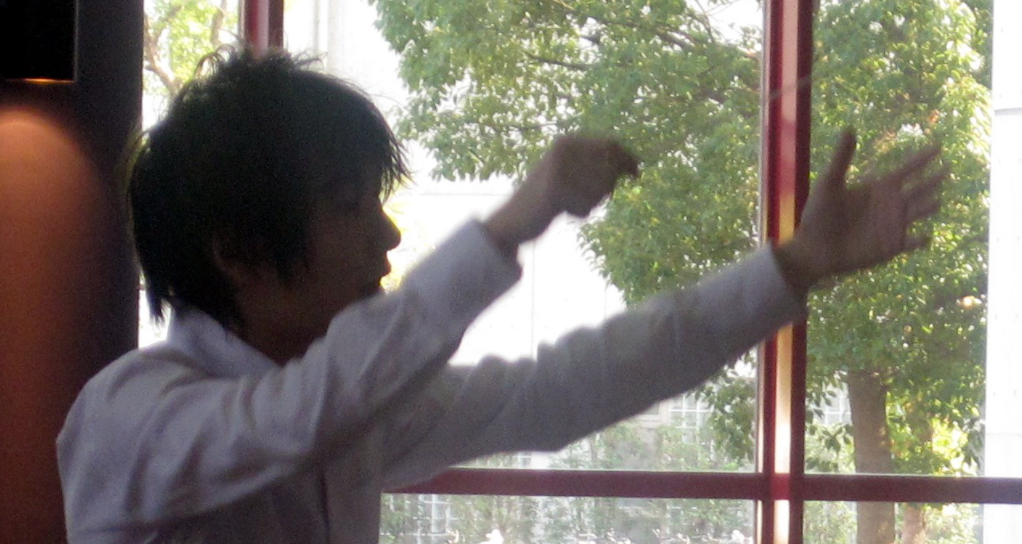
オーケストラを指揮

## 作品が収録されているCD
- 日本の音楽大学撰-第3集/エリザベト音楽大学が奏でるコンクール自由曲集『祈りの手』
- 金管バンドコンクール自由曲ライブラリー Vol.8/金管バンドで集う「フーテナニー」